# Liste der Monuments historiques in Bligny-le-Sec
Die Liste der Monuments historiques in Bligny-le-Sec führt die Monuments historiques in der französischen Gemeinde Bligny-le-Sec auf.

## Liste der Immobilien
| Bezeichnung | Beschreibung           | Standort           | Kennzeichnung | Schutzstatus | Datum | Bild           |
| ----------- | ---------------------- | ------------------ | ------------- | ------------ | ----- | -------------- |
| Wegekreuz   | Stein, bezeichnet 1567 | Rue du Four (Lage) | PA00112146    | Inscrit      | 1926  | weitere Bilder |

## Liste der Objekte
| Bezeichnung                                  | Beschreibung                                    | Standort                                      | Kennzeichnung | Schutzstatus | Datum | Bild |
| -------------------------------------------- | ----------------------------------------------- | --------------------------------------------- | ------------- | ------------ | ----- | ---- |
| Kapitell                                     | Kalkstein, zweites Viertel des 11. Jahrhunderts | in der Kirche St-Georges-et-St-Eutrope (Lage) | PM21000349    | Classé       | 1983  |      |
| Grabstein für Hugues Racine und dessen Vater | Kalkstein, bezeichnet 1499                      | in der Kirche St-Georges-et-St-Eutrope (Lage) | PM21000354    | Classé       | 1907  |      |